# Наталя Пастернак
Ната́ля Пастерна́к (фр. Nathalie Pasternak, Наталí Пастерна́к; 16 серпня 1965, Париж — 4 січня 2016, Неї-сюр-Сен) — українська громадська діячка у Франції, очільниця української громади Франції у 2006—2015 роках.

## Біографія
Наталя Пастернак (з дому Джала, фр. Dzala) народилася у IX окрузі Парижа, поблизу кварталу Монмартр, в українській родині. Її батьки теж народилися у Франції, а діди та бабусі емігрували з Західної України у 1920-х роках. У дитинстві Наталка танцювала в українському фольклорному ансамблі, але практично не розмовляла українською мовою, бо володіла нею погано та не вважала її мовою молодого покоління через брак зв'язків з тоді радянською Україною.
Потому вона на десять років відійшла від українства, здобувши історичну освіту в Університеті Париж IV (Сорбонна). Також має диплом із комерційної діяльності. По завершенні навчання працювала шкільною вчителькою.
Вперше відвідавши Україну в 1994 році, Наталя Джала усвідомила, що Україна є її Батьківщиною. Під час тієї поїздки вона познайомилася зі своїм майбутнім чоловіком Жаном-П'єром (Іваном) Пастернаком, який виріс в україномовній родині у Франції. Саме чоловік навчив Наталю української мови, бо вона хотіла розмовляти з дітьми українською. У шлюбі Наталя Пастернак народила трьох дітей: Дем'яна (1998), Лілі (2001) та Івана (2007). Після народження другої дитини пані Наталя залишила роботу та сконцентрувалася на громадській діяльності.
За кілька місяців після народження наймолодшого сина в Наталі Пастернак діагностували рак. Попри хворобу, вона продовжувала бути активною в громадському житті. Після тривалої хвороби Наталя Пастернак померла у п'ятдесятирічному віці 4 січня 2016 року в передмісті Парижа Неї-сюр-Сен. Її поховали на паризькому цвинтарі Монмартр, а її похорон у соборі святого Володимира Великого став чи не найвелелюднішим в історії собору — понад 500 людей.

## Громадська діяльність

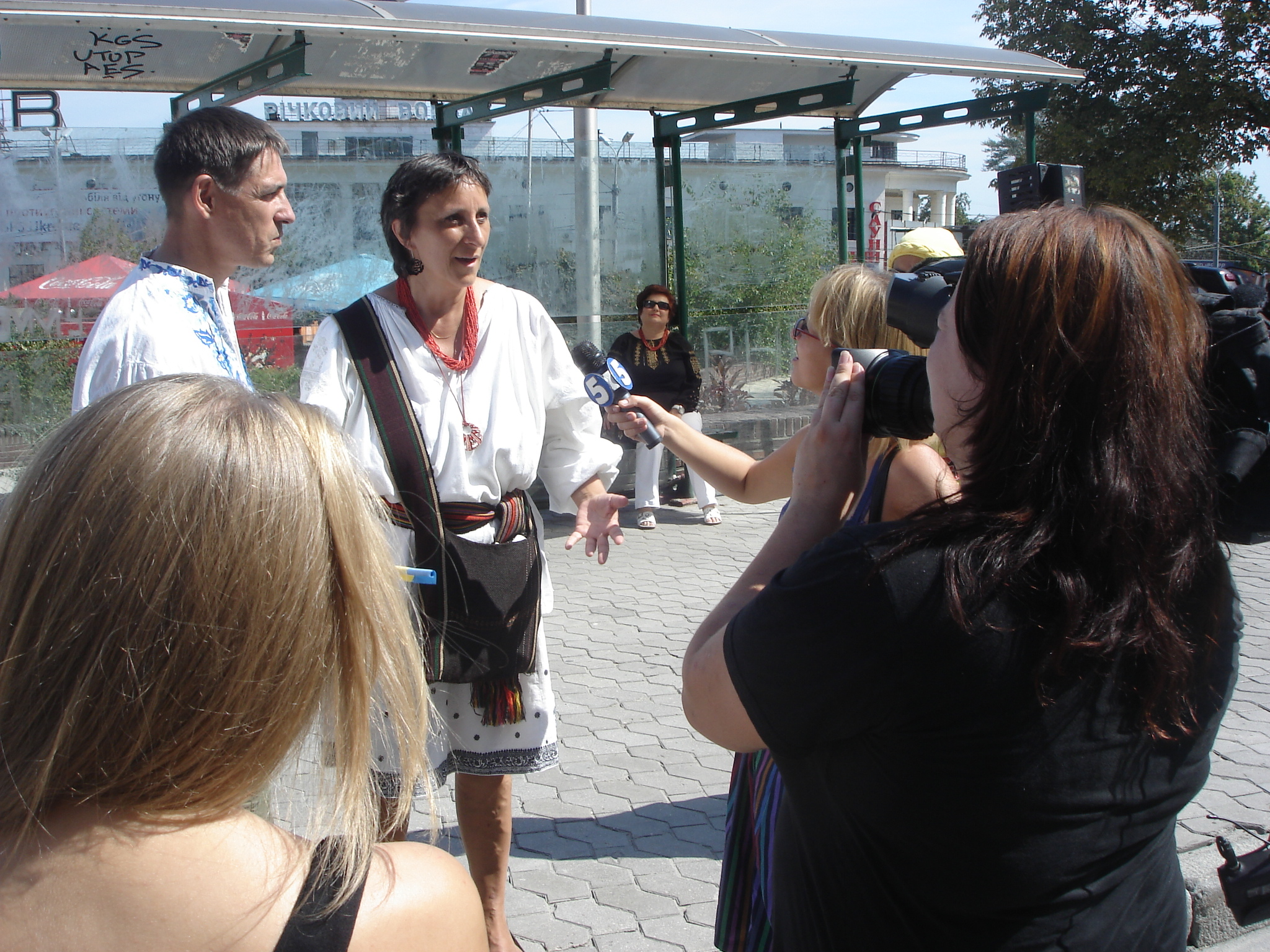
Наталя Пастернак з чоловіком дають інтерв'ю українському телебаченню в Києві, 2010

З 2003 року Наталя Пастернак була активісткою української громади Франції. З 2006 по 2015 рік пані Наталя була головою Репрезентативного комітету української громади Франції (CRCUF) — головної організації українців у Франції, — а в 2015 році була його речником.
Вона заснувала й очолювала асоціацію «UkraineArt», метою якої є поширення української культури у Франції. Однією з ініціатив Наталі Пастернак була співпраця між паризьким кварталом Монмартр та Андріївським узвозом у Києві. Найуспішніший проект асоціації — «Українські вечорниці» з Олегом Скрипкою на Монмартрі.
Основним напрямком громадської діяльності Наталі Пастернак було поліпшення відносин між Україною та Францією, а також боротьба за свободу та гідність. Під час Помаранчевої революції 2004 року вона разом з іншими українцями Франції готувала щоденні газети про події в Україні та роздавала їх біля собору святого Володимира Великого в Парижі, а також була міжнародним спостерігачем під час «третього туру» Виборів Президента України 2004 року. Потому Наталя Пастернак ініціювала та очолювала делегації французьких спостерігачів на всі наступні вибори в Україні. Вона регулярно виступала у французьких ЗМІ щодо України та україно-французьких відносин та проти російської пропаганди, особливо під час Євромайдану, і в своїх виступах вона вміла зацікавити французьку аудиторію Україною та змінити її погляди на Україну.
Під час Євромайдану та подальших подій Наталя Пастернак організувала у Франції численні мітинги, марші, зустрічі та конференції на підтримку Революції гідності в Україні, а згодом на знак протесту проти анексії Криму та російської збройної агресії. Вона також брала участь в організації заходів колективу «No Mistrals for Putin» (укр. Ні «Містралям» для Путіна!, який організовував акції протесту та інші загоди проти постачання кораблів типу «Містраль» Росії.
Наталя Пастернак також організовувала заходи з поширення у Франції інформації про Голодомор, інші гуманітарні, культурні та мистецькі проекти.

## Нагороди
- Орден «За заслуги» III ступеня (2016, посмертно)[20].

## Вшанування пам'яті
Один з провулків названо на честь Наталі Пастернак у місті Кам'янець-Подільський.